# Mausoléo
Mausoléo település Franciaországban, Haute-Corse megyében. Lakosainak száma 25 fő (2022. január 1.). Mausoléo Pioggiola, Calenzana és Olmi-Cappella községekkel határos.

## Népesség
A település népességének változása:
| Lakosok száma | 67   | 38   | 14   | 12   | 17   | 17   | 17   | 23   | 26   | 25   |
|               | 1968 | 1982 | 1990 | 2006 | 2013 | 2015 | 2017 | 2019 | 2020 | 2022 |